# 交響曲第80番 (ハイドン)
交響曲第80番 ニ短調 Hob. I:80 は、フランツ・ヨーゼフ・ハイドンが1784年に作曲した交響曲。
第79番から第81番までの3曲は1783年から翌年にかけて作曲されたが、いずれも作曲の経緯はわかっていない。

## 楽器編成
| 木管         | 木管 | 金管         | 金管         | 打         | 打       | 弦              | 弦 |
| ------------ | ---- | ------------ | ------------ | ---------- | -------- | --------------- | -- |
| フルート     | 1    | ホルン       | 2            | ティンパニ | 0        | 第1ヴァイオリン | ●  |
| オーボエ     | 2    | トランペット | 0            | 他         |          | 第2ヴァイオリン | ●  |
| クラリネット | 0    | 他           |              | 他         | ヴィオラ | ●               |    |
| ファゴット   | 2    | 他           | チェロ       | 他         | ●        |                 |    |
| 他           |      | 他           | コントラバス | 他         | ●        |                 |    |

## 曲の構成
全4楽章、演奏時間は約20分。
- 第1楽章 アレグロ・スピリトーソ
ニ短調、4分の3拍子、ソナタ形式。

主題提示部はニ短調で始まり、ヘ長調に転調して輝かしく盛り上がった後、のんびりした特徴的な終結主題で終わる。展開部は終結主題からはじまり、第1主題に変わって対位法的に進行する。ハイドンの短調の交響曲の第1楽章は、第78番までは伝統に従って短調で終わっていたが、この曲はニ長調で終わる。

- 第2楽章 アダージョ
変ロ長調、2分の2拍子（アラ・ブレーヴェ）、ソナタ形式。
静かに始まるが、かなり起伏に富む。

- 第3楽章 メヌエット - トリオ
ニ短調 - ニ長調、4分の3拍子。
トリオでは第26番『ラメンタチオーネ』のグレゴリオ聖歌が回帰される[1]。

- 第4楽章 フィナーレ：プレスト
ニ長調、4分の2拍子、ソナタ形式。
シンコペーションの連続による風変わりな音楽である。